# FORTISSIMO (輕小說)
《FORTISSIMO》（-{フ
ォルティッシモ}-），是由葉瀨敦子企劃、原田爽香編寫的日本多媒體作品，原作為小說形式於雜誌電擊SYLPH連載。故事繼承前作《BROTHERS CONFLICT》的設定。人物設定同樣由宇多所（ウダジョ）擔當。

## 故事簡介
藤咲雙葉是個對偶像毫無興趣的女孩，大學畢業後因為就職活動偶然被藝能事務所《JAMES娛樂》給採用，進而成為人氣偶像團體的經理......

## 登場人物

### 主要角色
藤咲雙葉
22歳。東京都出身。本作主角。大學畢業後經歷各種面試全部失敗，偶然翻閱文橙館雜誌的徵人啟事而進入藝能事務所《JAMES娛樂》，成為「forttê」的經理。
一直是穩重的優等生性格，但有著對forttê的成員的行為經常直言不諱的正直性格。

### forttê
《JAMES娛樂》旗下的偶像團體，團名是各成員的名字字首拼音湊成。
赤星瑛一郎（聲：小野友樹）
forttê的領隊。20歳。1993年8月31日生。A型。180cm。東京都出身。
愛稱｢瑛一｣。個性隨和。年少時就進入舞蹈學校、12歲時就進入了JAMES。
聲量和歌唱力都有很好的評價，也有參與戲劇演出。
姐姐赤星英莉奈也在演藝圈內活躍。
清家涼（聲：柿原徹也）
forttê的副領隊。20歳。1993年10月31日生。A型。178cm。東京都出身。
三歲就以模特兒身分在雜誌與廣告活躍，中學時進入JAMES。出道後依然持續模特兒工作。現在在就讀明慈大學三年級。
性格非常冷靜，不太說話。
與瑛一是舞蹈學校以來的舊識。
武居拓真（聲：逢坂良太）
19歳。1994年11月1日生。O型。177cm。茨城縣出身。
愛稱｢武拓｣。各性活潑直接。
中學時被發掘，成為讀者票選模特兒，而進入現在的事務所。各種電視節目都有演出。
成本理（聲：齊藤壯馬）
19歳。1994年6月1日生。A型。175cm。神奈川縣出身。
自幼學習鋼琴和小提琴，富有音樂才能。喜歡作曲，也是forttê的樂曲製作人之一。
是武拓的中學同學，也在中學時一起進入現在的事務所。
有著藝術家的沉靜純真性格，但和武拓很要好。
森嶋永遠（聲：花江夏樹）
16歳。1997年5月5日生。AB型。173cm。神奈川縣出身。
隊伍裡最年少，是｢藝人裡最想要的弟弟No.1｣票選三連霸的藝人。
小學時期進入JAMES，過去以伴舞和教育節目演出出道。
自小憧憬偶像，專業意識也很強，現在就讀一般高中。
朝倉風斗（聲：KENN）
18歳。1995年7月7日生。B型。176cm。東京都出身。
小學時即進入事務所，廣告和伴舞出道，現在尤以戲劇與電影演出的評價最高。現在為了磨練演技而前往洛杉磯念書，未與雙葉見過面。
為前作《BROTHERS CONFLICT》的朝日奈風斗本人。是家裡14個孩子的12男。在同事務所裡有同行的哥哥祈織、以及其他從事聲優的兄長。

### 其他
月城奏汰（聲：谷山紀章）
27歳。1月15日生。B型。180cm。京都府出身。
forttê的經理。本身也是受到forttê的粉絲們所矚目的人氣英俊型男。
很受社長信賴，對次期幹部後補的雙葉非常嚴格，但也有哥哥一般可靠的地方。
松永彰真（聲：森久保祥太郎）
28歳。2月28日生まれ。A型。184cm。埼玉縣出身。
大手出版社文橙館女性週刊誌的編輯。底下有大量對藝能事務所進行蒐集情報的線報人員。
現在以forttê的緋聞為目標。
夏木瀨莉莉
年齢不詳。生年月日不明。165cm。東京都出身。
《JAMES娛樂》社長。在新人面試中看中雙葉的熱忱並採用她。
為人乾脆，行事果斷，很受社員信賴。

## forttê的歌曲

### 單曲
1. LOVERS FOURTEEN／愛はショートケーキ
2. アンフェア／メンバーによるトークトラック収録
3. 悪趣味－BAD TASTEー／stay and wait
4. SPLASH STRIDER／キケンな関係
5. dramatic change／アンフェア2012
6. ROSE
7. Love Bite

## 外部連結
- FORTISSIMO官方網站（页面存档备份，存于）
- 電擊SYLPH（页面存档备份，存于）